# Amata consimilis
Amata consimilis là một loài bướm đêm thuộc phân họ Arctiinae, họ Erebidae.